# 잊을 수 없는 애정
"잊을 수 없는 애정"은 1962년 공개된 대한민국의 영화이다.

## 배역
- 신영균
- 문정숙
- 이대엽
- 엄앵란
- 전영선
- 김혜정
- 최남현
- 남미리
- 강미애
- 정애란
- 독고성
- 김칠성
- 남춘역
- 전영주
- 장훈
- 강계식